# دوني بويس
دوني بويس (بالإنجليزية: Donnie Boyce)‏ مواليد 2 سبتمبر 1973 في شيكاغو، هو مدرب كرة سلة أمريكي ولاعب سابق. بدأ مسيرته الاحترافية في سنة 1995. تم اختياره من قبل فريق أتلانتا هوكس خلال الدرافت. يبلغ طوله 6 قدم 5 بوصة (2.0 م). اعتزل اللعب في 2006. لعب مع أتلانتا هوكس وليموج سي إس بي.

## روابط خارجية
- دوني بويس على موقع إن بي أي (الإنجليزية)
- دوني بويس على موقع سبورتس رفرنس (الإنجليزية)
- دوني بويس على موقع كرة السلة الأوروبية.كوم (الإنجليزية)
- دوني بويس على موقع كلية كرة السلة في سبورتس رفرنس.كوم (الإنجليزية)
- دوني بويس على موقع ريلجم (الإنجليزية)
- دوني بويس على موقع بروبوليرز (الإنجليزية)